# Торпедные катера типа «Г-5»
Торпедные катера типа «Г-5» — проект советских глиссирующих торпедных катеров, созданный в 1930-х годах.

## История проектирования
29 июня 1928 года ЦАГИ под руководством известного авиаконструктора А. Н. Туполева было выдано задание на строительство глиссирующего торпедного катера с двумя отечественными двигателями и двумя торпедными аппаратами калибра 533-мм (вместо 450-мм, из которых могли выпускаться только торпеды устаревших типов). 13 июня 1929 началось строительство опытного образца ГАНТ-5, обводы которого были точно такими же, как у Ш-4. Промышленность не смогла обеспечить проект необходимой силовой установкой, в связи с чем пришлось закупать итальянские двигатели «Изотта-Фраскини» мощностью 1000 л. с.

## История строительства

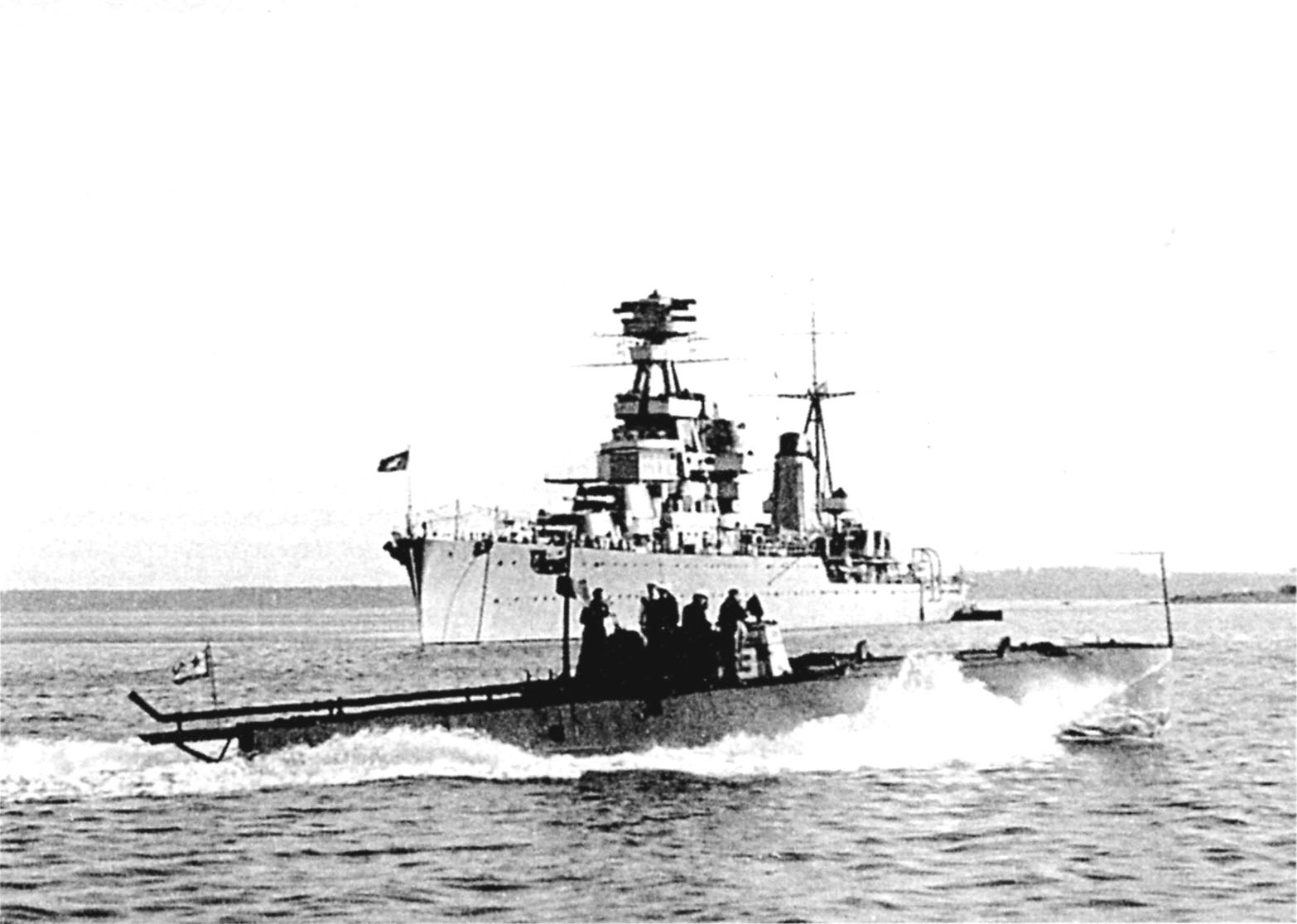
Катер на фоне крейсера «Киров», 1940 год.

Катер отправили в Севастополь на испытания только 15 февраля 1933 года. Во время испытаний катер без вооружения достиг скорости 65,3 узлов, а в полной боевой нагрузке — 58 узлов. Однако, на серийные катера стали устанавливать отечественные двигатели (2 × 850 л. с. вместо 2 × 1000 л. с. на опытном образце). Испытания первых серийных катеров завершились в январе 1934 года. Строительством занимался завод имени Андре Марти (завод № 194) в Ленинграде. До 1944 года на трёх заводах было построено 333 катера — они стали самыми массовыми представителями своего класса в советском ВМФ.

## Конструкция

Проекции катера типа Г-5.

Материал корпуса — дюралюминиевый, как и у катеров типа Ш-4. Килевая балка коробчатой формы, 10 шпангоутов — закрытые профили. Обшивка крепилась с помощью заклёпок.
четырьмя поперечными водонепроницаемыми переборками корпус разделён на 5 отсеков: I — форпик; II — моторный; III — отсек управления; IV — топливный; V — жёлобные торпедные аппараты (ТА). Экипаж по штату — 6 человек (практически иногда доходил до 11 человек).
Два полубалансирных руля. Переднее смотровое стекло бронированное.

## Силовая установка и ходовые качества
Два авиационных мотора АМ-34 конструкции Микулина производства завода № 24. Для работы в морских условиях моторы были модернизированы (сняты нагнетатели) и получили обозначение ГАМ-34. Частота вращения 2000 об/мин. Трёхлопастные гребные винты диаметром 680 мм. Для малозаметного хода выхлоп мог переключаться на подводный.
Могли поддерживать максимальную скорость (51 узел) в течение 15 минут, полную (47 узлов) — 1 час, экономичную (36 узлов) — 7 часов.
Горючее — бензин Б-74 или смесь из 70 % Б-70 и 30 % спирта.
На разных сериях использовались разные модели ГАМ-34, чаще всего мощностью 850 л. с. Однако на некоторых сериях использовались ГАМ-34Ф мощностью 1000 л. с., что давало полную скорость до 55 узлов. Также на некоторых сериях использовались двигатели 1000 л. с. иностранного производства.
Электроустановка — две динамомашины постоянного тока мощностью по 250 Вт каждая.
Мореходность до 3 баллов.

## Боевое применение

### Война в Испании
Первые два катера типа Г-5 были доставлены из СССР в Картахену испанским транспортом «Cabo Santo Tome» — Y-28 1 мая 1937 г., с ними прибыли 16 моряков (большинство — экипажи и механики торпедных катеров), восемь торпед калибра 533-мм и пять 7,62 мм пулемётов ДА для них. В истории СССР это был первый случай передачи иностранному государству боевых кораблей. 21 июня 1937 г. ещё два советских торпедных катера типа Г-5 прибыли в Картахену на борту испанского транспорта «Aldecoa» — Y-34, вместе с восемью 533-мм торпедами, 200 глубинными бомбами М-1 и шестью 7,62 мм пулемётами ДА. В основном катера использовались главным образом в противолодочном варианте, обеспечивая выходы и возвращение в Картахену боевых кораблей республиканского флота, а также переходы транспортных судов. В условиях открытых морских театров использование катеров «Г-5», было затруднено, так как волна и расстояние являлись причиной ограниченного использования их. Несмотря на это, в ноябре 1938 г. правительство Хуана Негрина обратилось к Народному Комиссару обороны СССР К. Е. Ворошилову с просьбой наряду с другим вооружением предоставить: «сторожевых кораблей — 6, малых торпедоносцев — 12, торпед 533-мм — 100 шт». Было подготовлено 15 катеров и 30 торпед, но вследствие наступления националистов в Каталонии отправлены они так и не были. За время боевых действий 2 катера были уничтожены, оставшиеся два после победы франкистов были включены в состав национального испанского флота, получив обозначения LT-15 (бывший № 11) и LT-16 (бывший № 21). Исключены же из списков эти катера были 12 марта 1946 г.

### Великая Отечественная война

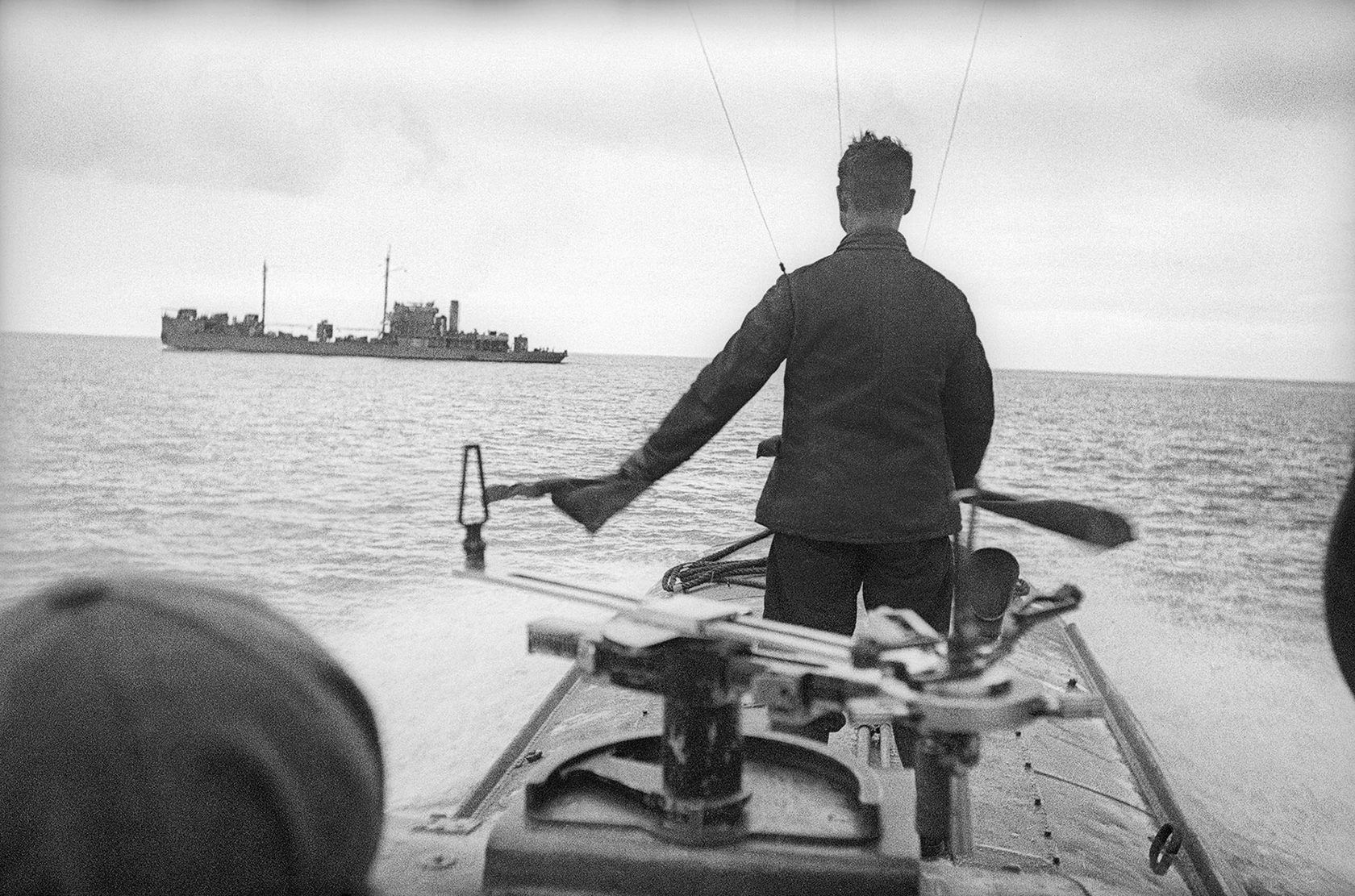
Сигнальщик советского торпедного катера Г-5 за работой, на заднем плане канонерская лодка «Красная Абхазия» типа «Эльпидифор». Фотохроника ТАСС, фото Е. А. Халдея.

К началу Великой Отечественной на Северном флоте служил только один Г-5 (№ 16), который из-за малого радиуса действия из боевой единицы был переведён в плавсредство. Однако состав их активно пополнялся — например, только в 1944 флот получил 32 катера этой модели. Торпедные катера Северного флота использовались как самостоятельно, так и во взаимодействии с авиацией. Районом их действий был Bарангер-фьорд.
Активно Г-5 применялся для нарушения морских коммуникаций противника — так, только 13 июля, 1 августа и 27 сентября 1941 года отряд 2-го дивизиона торпедных катеров Балтийского флота под командованием старшего лейтенанта Владимира Гуманенко потопил два больших транспорта и два миноносца, повредил два миноносца и баржу с танками. В общей сложности за годы войны этим отрядом потоплено 30 вражеских кораблей.
25 сентября 1941 года соединение Кригсмарине в составе крейсеров «Лейпциг», «Эмден» и миноносцев «Т-7», «Т-8», «Т-11» при участии тральщиков из 17-й флотилии обстреливали советские войска на полуострове Сырве (остров Сааремаа). На перехват им вышли 4 торпедных катера под командованием Владимира Гуманенко. В результате последовавшего боя прямым попаданием снаряда (вероятно, с «Эмдена») был потоплен катер ТКА № 83 (его экипаж был снят другим катером), советские торпедные катера выпустили торпеды, но не достигли попаданий. После завершения боя немецкие корабли продолжили обстрел. Возвращавшиеся в Мынту советские катерники обнаружили и потопили дрейфующий вспомогательный тральщик «М-1707» (экс-траулер «Люнебург»), ранее повреждённый попаданием снаряда с береговой батареи и подорвавшийся на мине, вследствие чего оставленный экипажем. После возвращения экипажи катеров заявили о потоплении двух миноносцев, а также повреждении крейсера и ещё одного миноносца.
В годы ВОВ, на черноморском флоте находилось 2 бригады торпедных катеров (1-я Севастопольская и 2-я Новороссийская бригады). Обе принимали активное участие в боевых действия. Благодаря скорости и немагнитному корпусу использовались для разминирования мин магнитного и акустического действия.
С мая 1942 года часть торпедных катеров Г-5 переделывалась в миномётные катера путём установки на рубке 1 82 мм РПУ «М-8-М». Всего было переделано 13 катеров, активно использовавшихся на Азовском, Балтийском, Чёрном морях, Онежском озере и реке Дунай.
Пять катеров Г-5 в период войны попали также и в руки противника — два ТКА (№ 111, № 163) были захвачены немецкими войсками на Чёрном море и Балтике, три (№ 54, № 64, № 141) — финнами. Последние вошли в состав ВМС Финляндии (V-3, V-1 и V-2 соответственно), но после выхода Финляндии из войны в 1944 году возвращены СССР. Наиболее результативным из них, в составе ВМС Финляндии, оказался V-2, потопивший совместно с двумя другими финскими ТКА канонерскую лодку Балтийского флота «Красное Знамя».

### Война в Корее
Последним оператором торпедных катеров Г-5 стала Корейская Народно-Демократическая Республика, получившая в конце 1940-х годов из СССР 5 катеров этого типа. 2 июля 1950 г. северо-корейский отряд из 4-х катеров Г-5 попытался атаковать крейсера союзников «Джюно» (США) и «Джамайка» (Великобритания), блокировавших прибрежные воды в районе Чумунжина, но были обнаружены противником и почти все уничтожены артиллерийским огнём (спастись удалось лишь 1 катеру) так и не выпустив торпед.

## Оценка проекта
При самом незначительном волнении катера Г-5 заливались водой, которая забрызгивалась в очень низкую, открытую сверху ходовую рубку. Выпуск торпед гарантировался при волнении не свыше 1 балла, а просто находиться в море катера могли при волнении не свыше 3 баллов. Из-за низкой мореходности «Ш-4» и «Г-5» лишь в очень редких случаях обеспечивали проектную дальность хода, зависевшую не столько от запаса топлива, сколько от погоды. Этот и ряд других недостатков во многом были обязаны «авиационному» происхождению катеров. Конструктор положил в основу проекта поплавок гидросамолёта. Вместо верхней палубы у «Ш-4» и «Г-5» была круто изогнутая выпуклая поверхность. Обеспечивая прочность корпуса, она в то же время создавала массу неудобств в обслуживании. На ней трудно было удержаться даже тогда, когда катер был неподвижен. Если же он шёл полным ходом, сбрасывалось решительно все, что на неё попадало. Это оказалось очень большим минусом во время боевых действий: десантников приходилось сажать в желоба торпедных аппаратов — размещать их больше было негде. Из-за отсутствия плоской палубы «Ш-4» и «Г-5», несмотря на сравнительно большие запасы плавучести, практически не могли перевозить серьёзный груз. По замыслу, катера типа Г-5 должны были совершать стремительные торпедные атаки против неприятельских кораблей в прибрежных водах. В соответствии с поставленной задачей важнейшим тактическим элементом ТКА являлась его скорость, ради чего разработчикам пришлось пожертвовать мореходностью, дальностью плавания и вооружением. На практике катера Г-5 выполняли совсем другую работу: действовали на коммуникациях, высаживали десанты, эвакуировали раненых с передовой, эскортировали транспорты, совершали ночные рейды, боролись с тральщиками противника и вели обстрел побережий.

## Герои Советского Союза, воевавшие на катерах Г-5
- Афанасьев Алексей Иванович
- Африканов Алексей Федотович
- Гуманенко Владимир Поликарпович
- Жильцов Василий Маркович
- Иванов Иван Сергеевич
- Казачинский Константин Васильевич
- Кананадзе Александр Георгиевич
- Кострицкий Сергей Петрович
- Котов Сергей Николаевич
- Кочиев Константин Георгиевич
- Кудерский Афанасий Иович
- Кусков Виктор Дмитриевич
- Малик Михаил Григорьевич
- Матюхин Григорий Иванович
- Осипов Сергей Александрович
- Пантелеев Лев Николаевич
- Першин Борис Максимович
- Пилипенко Владимир Степанович
- Подымахин Матвей Прокопьевич
- Рогачевский Георгий Алексеевич
- Свердлов Абрам Григорьевич
- Старостин Василий Михайлович
- Сутырин Александр Александрович
- Терновский Георгий Владимирович
- Тихонов Виктор Иванович
- Ущев Борис Петрович
- Черцов Андрей Ефимович
- Шенгур Иван Петрович